# نهر عفادله
روستای نهرعفادله از روستاهای دهستان مینوبار در بخش اروندکنار شهرستان آبادان، در استان خوزستان است. براساس سرشماری عمومی نفوس و مسکن (۱۳۹۵) ، تعداد ساکنان روستای نهرعفادله، ۳۶۳ نفر، شامل ۱۹۴ مرد و ۱۶۹ زن بوده‌است. شمار خانوارهای این روستا ۹۸ خانوار می‌باشد. نتایج سرشماری سال ۱۳۸۵ حاکی از وجود ۱۳۸ مرد و ۱۳۴ زن و در مجموع ۲۷۲ فرد باسواد در این روستا است. شمار بی‌سوادان روستای نهرعفادله، ۶۶ نفر شامل ۲۹ مرد و ۳۷ زن بی‌سواد بوده‌است.